# L'Yères
L'Yères este o arie protejată (sit de importanță comunitară — SCI) din Franța întinsă pe o suprafață de 963 ha, din care 4 % marine.

## Localizare
Centrul sitului L'Yères este situat la coordonatele 49°55′54″N 1°28′06″E / 49.93167°N 1.46833°E.

## Înființare
Situl L'Yères a fost declarat arie specială de conservare în baza directivei 92/43 din 1992 referitoare la conservarea habitatelor naturale și a faunei și florei sălbatice pentru a proteja 6 specii de animale.

## Biodiversitate
Situată în ecoregiunea atlantică, aria protejată conține 11 habitate naturale: Mlaștini alcaline, Cursuri de apă de la nivel de câmpie la nivel montan, cu vegetație Ranunculion fluitantis și Callitricho-Batrachion, Estuare, Liziere de ierburi înalte hidrofile de câmpie și de nivel montan până la alpin, Vegetație perenă pe țărmurile stâncoase, Ape puternic oligomezotrofe cu vegetație bentonică cu Chara spp., Lacuri eutrofice naturale cu vegetație de tip Magnopotamion sau Hydrocharition, Pajiști cu Molinia pe soluri calcaroase, turboase sau argilos-nămoloase (Molinion caeruleae), Păduri pe pante, grohotișuri și ravene de Tilio-Acerion, Păduri aluvionare cu Alnus glutinosa și Fraxinus excelsior (Alno-Padion, Alnion incanae, Salicion albae), Fânețe de joasă altitudine (Alopecurus pratensis, Sanguisorba officinalis).
La baza desemnării sitului se află mai multe specii protejate:
- mamifere (2): liliac comun (Myotis myotis), liliacul mare cu potcoavă (Rhinolophus ferrumequinum)
- pești (4): zglăvoacă (Cottus gobio), Lampetra fluviatilis, cicar (Lampetra planeri), Petromyzon marinus